# Nationaal Park Unteres Odertal
Het Nationaal Park Beneden-Oderdal (Duits: Nationaal Park Unteres Odertal) omvat een overstromingsgebied aan de benedenloop van de rivier de Oder en ligt merendeels in Landkreis Uckermark, Brandenburg, Duitsland. Het N.P. Unteres Odertal is een van de weinige natuurlijke overstromingsgebieden van Centraal-Europa. Het gebied heeft een grootte van 103,23 km² en is belangrijk voor vogels als broed-, rust- en overwinteringsplaats. Het grenst aan het Landschapspark Dolina Dolnej Odry (177,74 km²) in Polen en vormt daarmee een aaneengesloten beschermde zone. Aan Poolse zijde is een nationaal park Beneden-Oder (Park Narodowy Doliny Dolnej Odry) in oprichting.

## Kenmerken van het gebied
Het Nationaal Park Unteres Odertal is ca. 60 km lang en loopt in een smalle strook van Hohensaaten noordelijk tot aan Mescherin. Het gebied kenmerkt zich door de aanwezigheid van hoefijzermeren, ooibossen en periodiek overstroomde vochtige graslanden met zeggen en riet. Aan de rand van de vallei bevinden zich rivierduinen. Deze zijn bedekt met loofbossen en extensief beheerde, droge graslanden rijk aan akkeronkruiden.

## Fauna en flora

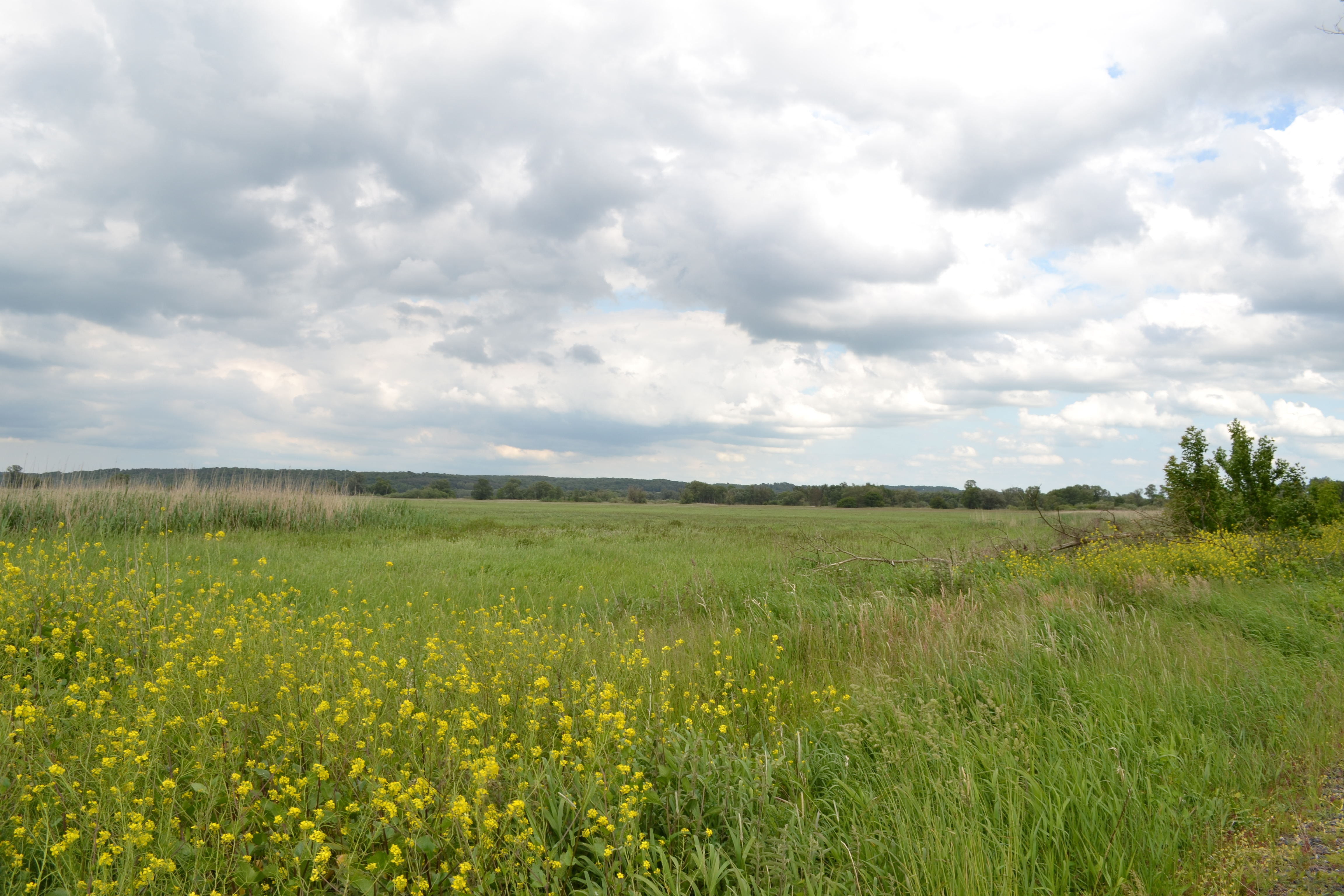
Vochtige graslanden in N.P. Unteres Odertal ter hoogte van Schwedt/Oder.

De diversiteit aan biotopen in het Nationaal Park Unteres Odertal zorgen voor een grote diversiteit aan fauna en flora. Zo is het gebied de belangrijkste broedplaats van de kwartelkoning (Crex crex) in Duitsland en groeit hier het soldaatje (Orchis militaris). De zeer zeldzame waterrietzanger (Acrocephalus paludicola) had zijn laatste bolwerk in Duitsland in het N.P. Unteres Odertal, maar broedt daar niet meer jaarlijks. Daarnaast is de bever (Castor fiber) ook aanwezig. Het is ook een belangrijk gebied voor kraanvogels (Grus grus), want in oktober kunnen er tot 15.000 exemplaren gezien worden in het noordelijke deel van het gebied. 's Winters huisvest het N.P. Unteres Odertal vele duizenden kolganzen (Anser albifrons), toendrarietganzen (Anser serrirostris), wilde zwanen (Cygnus cygnus) en pijlstaarten (Anas acuta).
Bayerischer Wald ·
Berchtesgaden ·
Eifel ·
Hainich ·
Hamburgisches Wattenmeer ·
Harz ·
Hunsrück-Hochwald ·
Jasmund ·
Kellerwald-Edersee ·
Müritz ·
Niedersächsisches Wattenmeer ·
Sächsische Schweiz ·
Schleswig-Holsteinisches Wattenmeer ·
Schwarzwald ·
Unteres Odertal ·
Vorpommersche Boddenlandschaft